# سردنی اوتیاش
سردنی اوتیاش (انگلیسی: Sredny Utyash) یک شهرک در شهرستان گافوریسکی استان باشقیرستان کشور روسیه است.